# Crystal Cove State Park

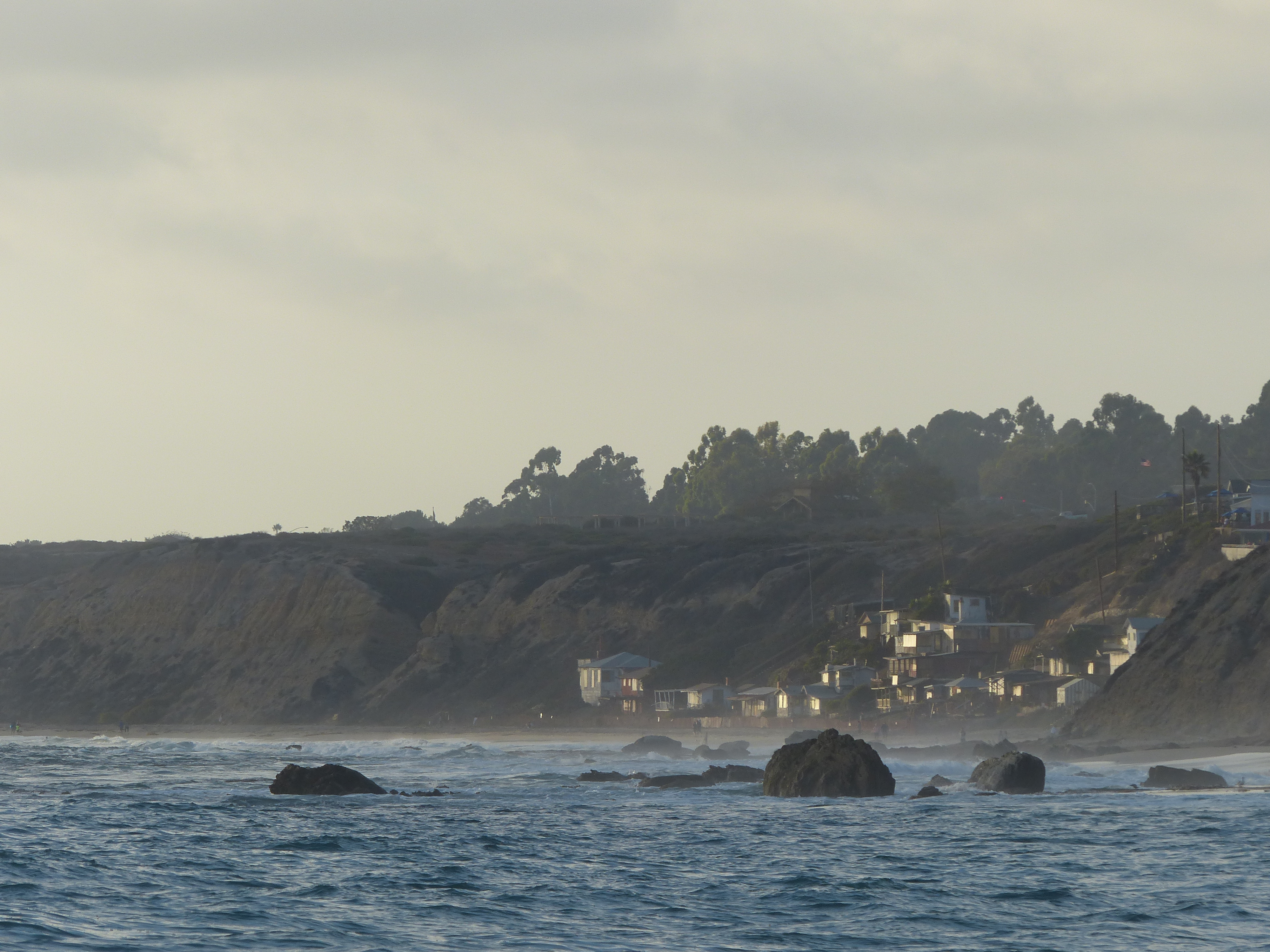
Siedlung mit historischen Holzhäusern

Der Crystal Cove State Park (engl. für „Kristallbucht“) ist ein Naturschutzgebiet an der Küste des Pazifischen Ozeans im US-Bundesstaat Kalifornien im Süden des Großraums Los Angeles. Das Gelände liegt auf Höhe der Stadt Newport Coast und ist als State Park ausgewiesen.
Inmitten des Naturschutzgebiets liegt der Crystal Cove Historic District, eine kleine Siedlung mit historischen Holzhäusern.

## Geographie

### Geographische Lage

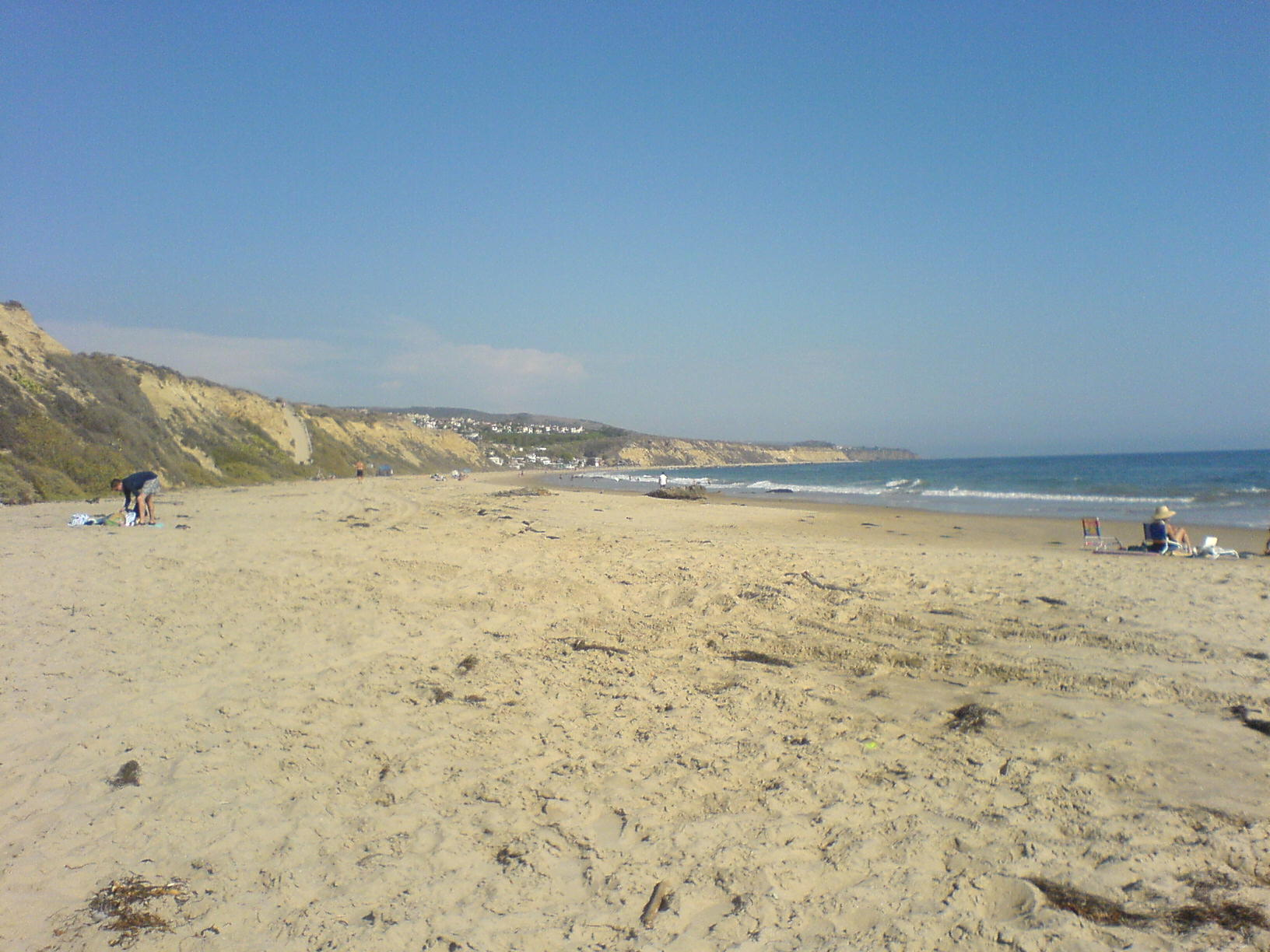
Weite Strände säumen die Küste

Der Crystal Cove State Park erstreckt sich auf einer Länge von ungefähr 3,5 Meilen (6 km) entlang der Küste des Pazifischen Ozeans. Er breitet sich vom Meer bis in die San Joaquin Hills aus, die das Los-Angeles-Becken im Süden begrenzen. Das gesamte Areal misst eine Fläche von etwa 8,1 Quadratkilometern.
Das Naturschutzgebiet liegt im Westen des Orange County zwischen den beiden Küstenstädten Newport Beach und Laguna Beach an der Mündung des Los Trancos Canyon. Oberhalb des Parks schmiegt sich Newport Coast, ein Stadtteil von Newport Beach, in die hügelige Landschaft. Der Pacific Coast Highway durchschneidet das Gelände. An der Schnellstraße befinden sich Zufahrten und Parkplätze.

### Landschaftsbild und Aktivitäten
Der Crystal Cove State Park bietet abwechslungsreiche Wanderrouten durch die Bergkuppen der San Joaquin Hills. Bewaldete Täler und Hügel prägen das Landschaftsbild im Landesinneren. Die zwischen den Dünen verlaufenden Wege sind insbesondere bei Reitern beliebt.
Vor den Klippen am Meer erstrecken sich weite Sandstrände, die zum Schwimmen und Sonnenbaden einladen. Die Brandung zieht hier viele Surfer an. Die Küstenlinie ist als Unterwasserpark gestaltet, den man tauchend erkunden kann.

### Flora und Fauna
Sowohl Pflanzen- als auch Tierliebhaber kommen im Crystal Cove State Park auf ihre Kosten, wo sich eine vielfältige Tier- und Pflanzenwelt entwickelt hat.
Die Vegetation in dem Naturschutzgebiet ist nicht sonderlich spektakulär, aber abwechslungsreich. In Küstennähe haben sich bevorzugt Sträucher und Gräser angesiedelt. Weiter im Hinterland entlang des Wasserlaufs am Moro Creek befinden sich Bruchwälder, die sich vorwiegend aus Platanen und Eichen zusammensetzen.
Im Meer vor der Küste tummeln sich verschiedene Arten von Krebsen sowie Seeanemonen. Bei niedrigem Wasserstand kann man in den Felsen umhergehen und kleines Meeresgetier in den tidepools (Gezeitenbecken) beobachten. Vor der Küste schwimmen oft Grauwale, die in den Wintermonaten aus den arktischen Gewässern südwärts ziehen.
Die Tierwelt im Landesinneren ist nicht minder interessant. Auf den Klippen leben bevorzugt Erdhörnchen, Echsen, Kaninchen und Wegekuckucke. Die offenen Flächen des Parks bieten Lebensräume für Weißfußmäuse, Klapperschlangen, Rotschwanzbussarde, Kojoten und Rotluchse.

## Geschichte

### Ureinwohner
Seit über 9.000 Jahren sind im El Moro Canyon Siedler nachgewiesen. Die frühe Besiedlung wurde durch natürliche Frischwasserquellen sowie den Fischreichtum des Pazifischen Ozeans begünstigt. Es wurde eine Anzahl von Werkzeugen und Gegenständen aus der prähistorischen Zeit gefunden. Mit dem Eintreffen der spanischen Missionare Ende der 1770er-Jahre wurden die Ureinwohner mit Religion und modernem Ackerbau konfrontiert.

### Die Irvine Company
1864 kauften drei nordkalifornische Farmer, unter welchen sich James Irvine befand, Land in diesem Gebiet. 1876 wurde Irvine Alleininhaber. Nach Irvines Tod 1886 führte sein Sohn James Irvine II die Schafzucht weiter. Zugleich verpachtete er auch Land an örtliche Farmer, was 1894 zur Gründung der Irvine Company führte.
Ab 1927 pachteten japanischstämmige Farmer Land von der Irvine Company und bauten darauf Scheunen, Häuser und ein Bürgerzentrum. Letzteres blieb erhalten und ist heute als Laguna Beach Language School bekannt. Die angebauten Landwirtschaftsprodukte wurden direkt an den umliegenden Straßen verkauft oder an Märkte nach Los Angeles geliefert. Als der Zweite Weltkrieg begann, veränderte sich das Leben der japanischen Farmer dramatisch. Sie wurden im Rahmen der Internierung japanischstämmiger Amerikaner in ein Internierungslager in Poston gebracht. Ihre Besitztümer wurden beschlagnahmt. Die Irvine Company betrieb die Verpachtung von Land weiter bis in die 1970er-Jahre.

### Crystal Cove State Park
Neben den Aktivitäten im landwirtschaftlichen Bereich vermietete die Irvine Company das küstennahe Gebiet und die dort befindlichen Strandhäuser an Erholungssuchende und Filmstudios aus dem nahen Hollywood. Mit der Errichtung des Pacific Coast Highways begann in den 1920er-Jahren ein reger Freizeitbetrieb an der Meeresküste. Um eine Kontrolle über die vielen Besucher zu erlangen, begrenzte die Irvine Company den Bau der Strandhäuser. Das Zelten in der Gegend wurde untersagt. Crystal Cove wurde zum Privatstrand erklärt.
Die historische Strandhaussiedlung mit ihren 46 erlangte 1979 unter dem Namen Crystal Cove Historic District die Aufnahme ins National Register of Historic Places. Im selben Jahr verkaufte die Irvine Company das gesamte Land an den Bundesstaat Kalifornien, der daraufhin das Areal als State Park auswies. Die alten Cottages wurden nacheinander restauriert und öffentlich zugänglich gemacht. Ebenfalls wurden drei neue Campingplätze eingerichtet, welche jedoch über keinerlei sanitäre Ausstattung verfügen. Mit Tyron's Camp wurde im Jahr 2005 ein weiterer Campingplatz errichtet.

## Der Crystal Cove State Park in Kunst und Medien
Die reizvolle Landschaft des Naturschutzgebiets diente bereits als Drehort für mehrere Film- und Fernsehproduktionen, darunter:
- Freundinnen (1988), das Strandhaus der Hauptfigur Cecilia Bloom (Bette Midler) befand sich im Crystal Cove Historic District.
- Eine Frage der Ehre (1996), für die Darstellung des US-Marinestützpunktes Guantanamo Bay Naval Base musste der Strand des Parks herhalten.

Die historische Strandhaussiedlung war ursprünglich als Filmkulisse errichtet worden.